# Klagen (Kedungtuban)
Klagen is een bestuurslaag in het regentschap Blora van de provincie Midden-Java, Indonesië. Klagen telt 1574 inwoners (volkstelling 2010).